# Škoda Elroq
Der Škoda Elroq ist ein batterieelektrisch angetriebenes SUV des tschechischen Autoherstellers Škoda, der in Mladá Boleslav gebaut wird.

## Geschichte
Angekündigt wurde das SUV als elektrisch angetriebenes Gegenstück zum Škoda Karoq erstmals im Mai 2024. Die zweite Namenshälfte roq zeigt diesen Bezug. Über erste Testfahrten in noch getarnten Vorserienmodellen berichtete die Motorpresse im Juli 2024. Die offizielle Vorstellung war Anfang Oktober 2024. Kurz darauf erfolgte die Öffentlichkeitspremiere auf dem Pariser Autosalon. Die Markteinführung des Elroq erfolgte im Januar 2025. Einige Monate nach der Markteinführung folgte dann die sportlicher gestaltete Ausstattungslinie Sportline. Sie hat hochglänzend-schwarze Applikationen und mindestens 20 Zoll große Räder. Außerdem ist die Karosserie tiefergelegt. Die Sportversion RS präsentierte Škoda im April 2025. Die Leichtmetallfelgen sind hier bis zu 21 Zoll groß. Die Farbe Mamba-Grün ist ausschließlich für den RS verfügbar.

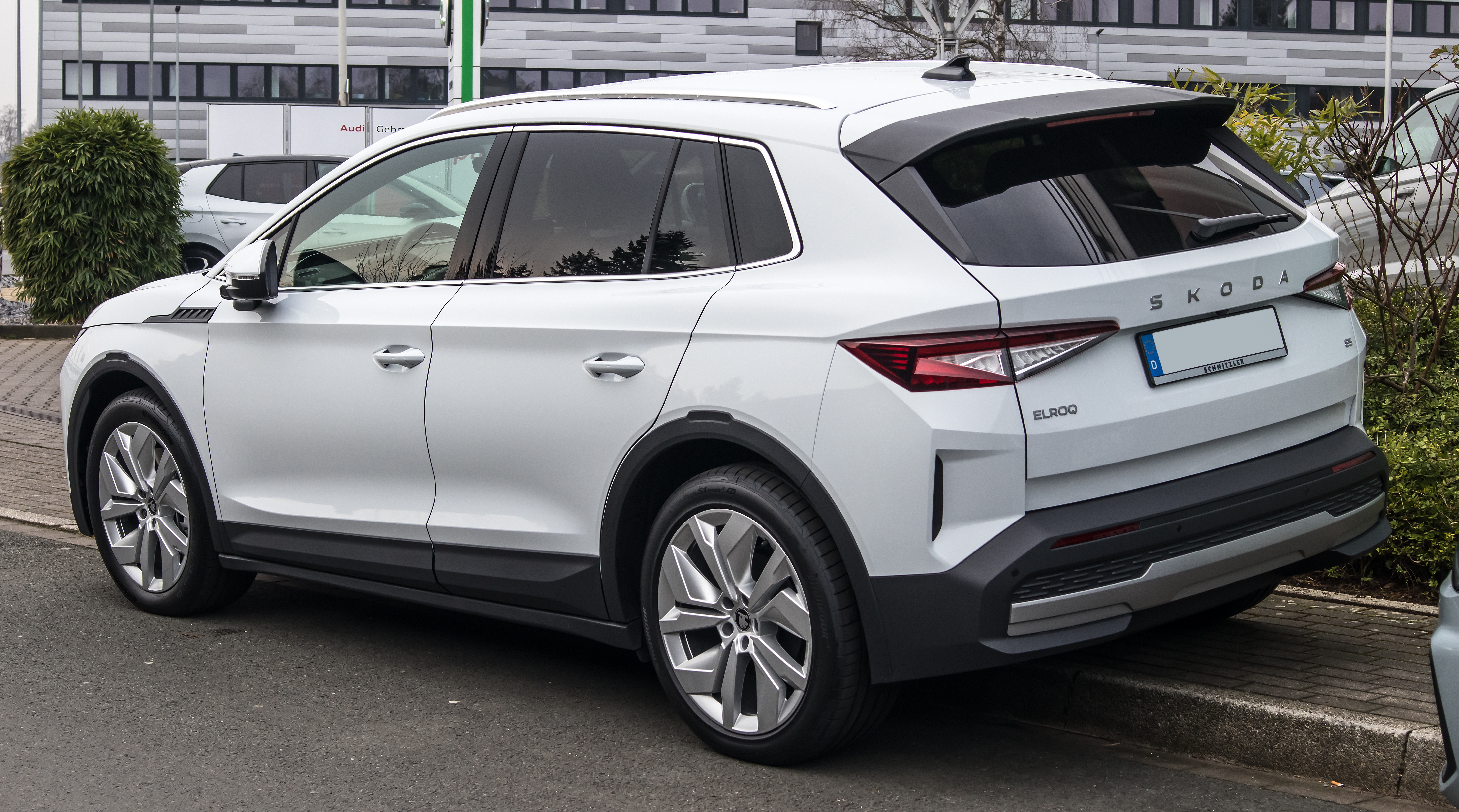
Heckansicht
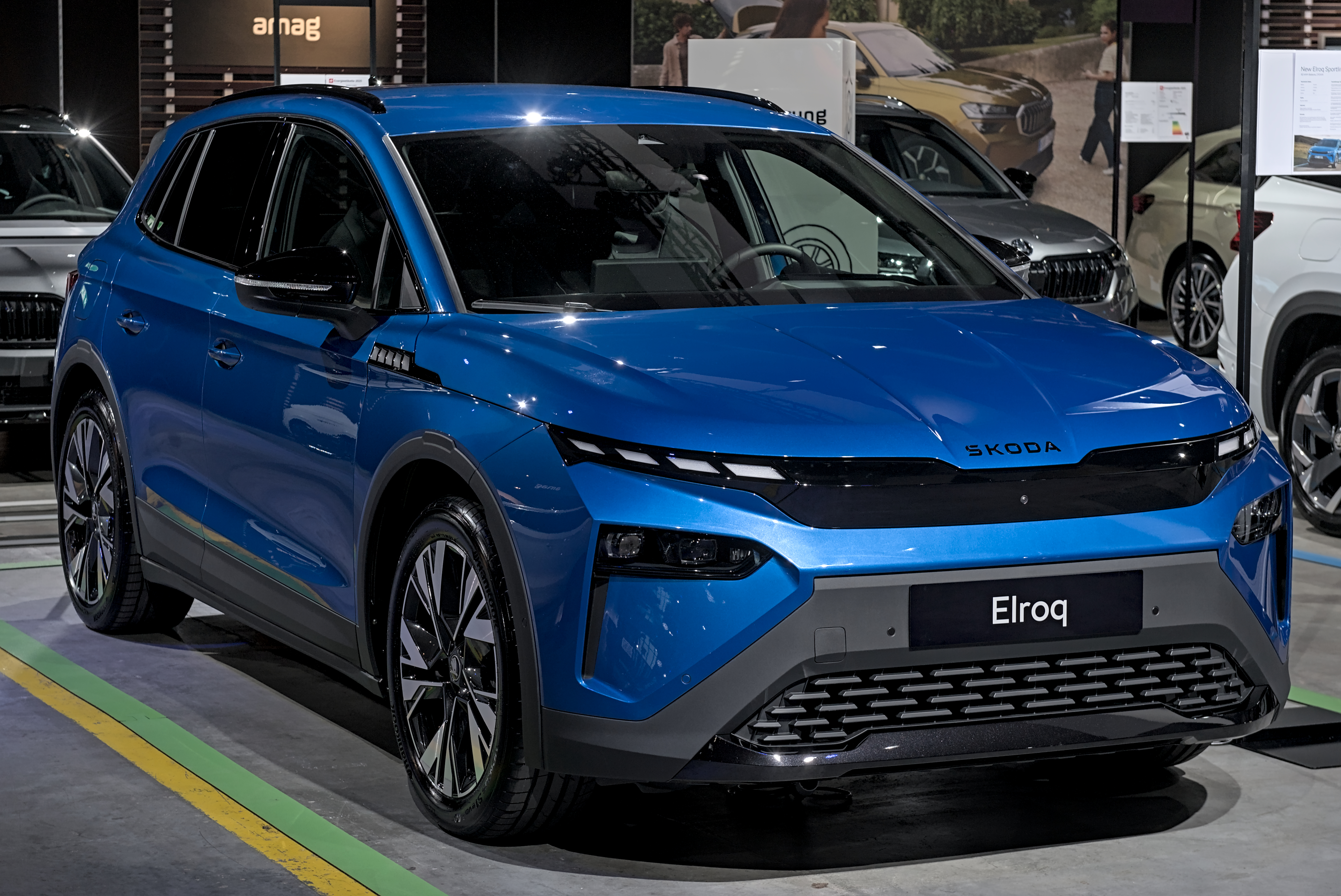
Škoda Elroq Sportline (seit 2025)
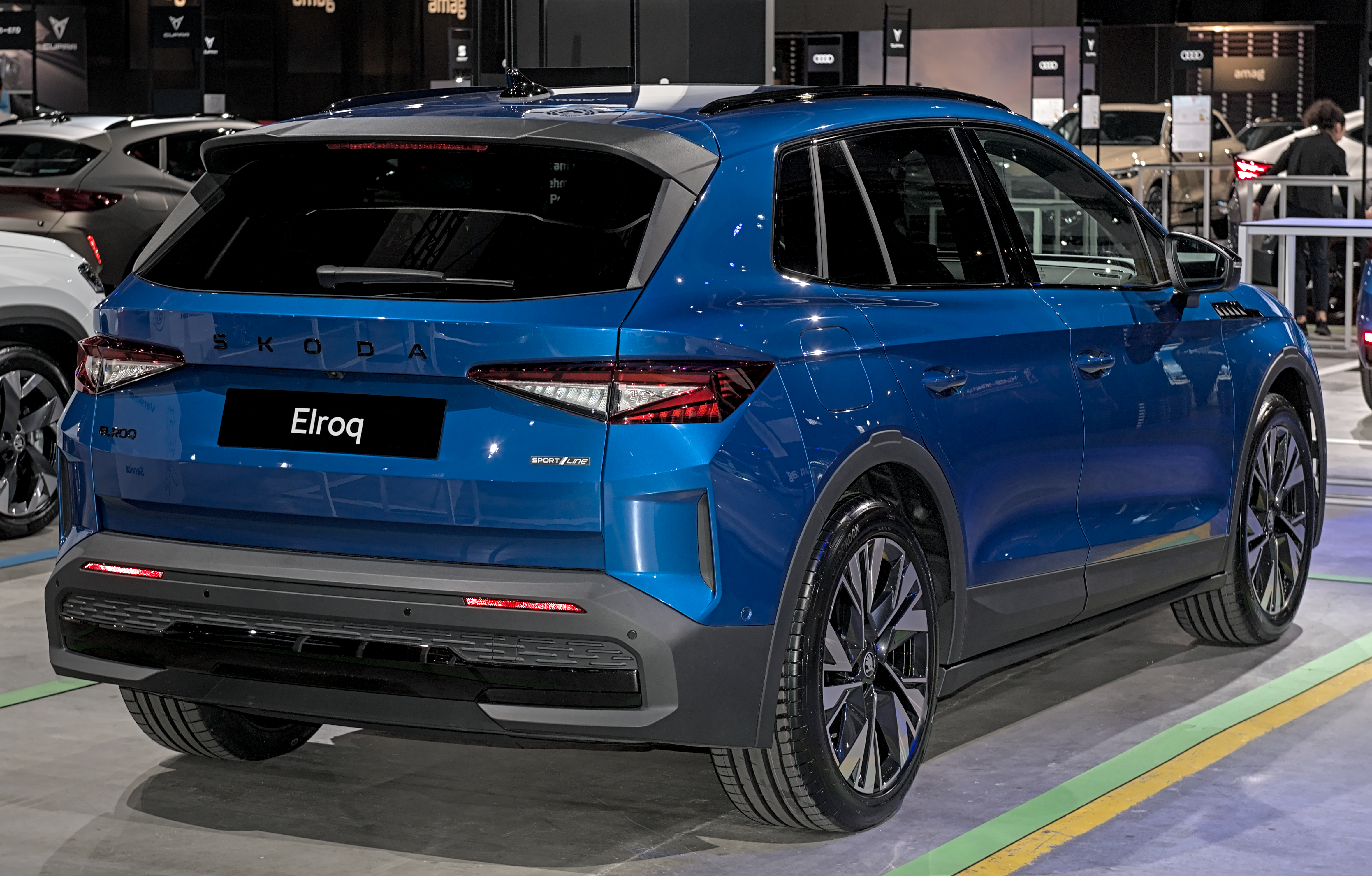
Heckansicht
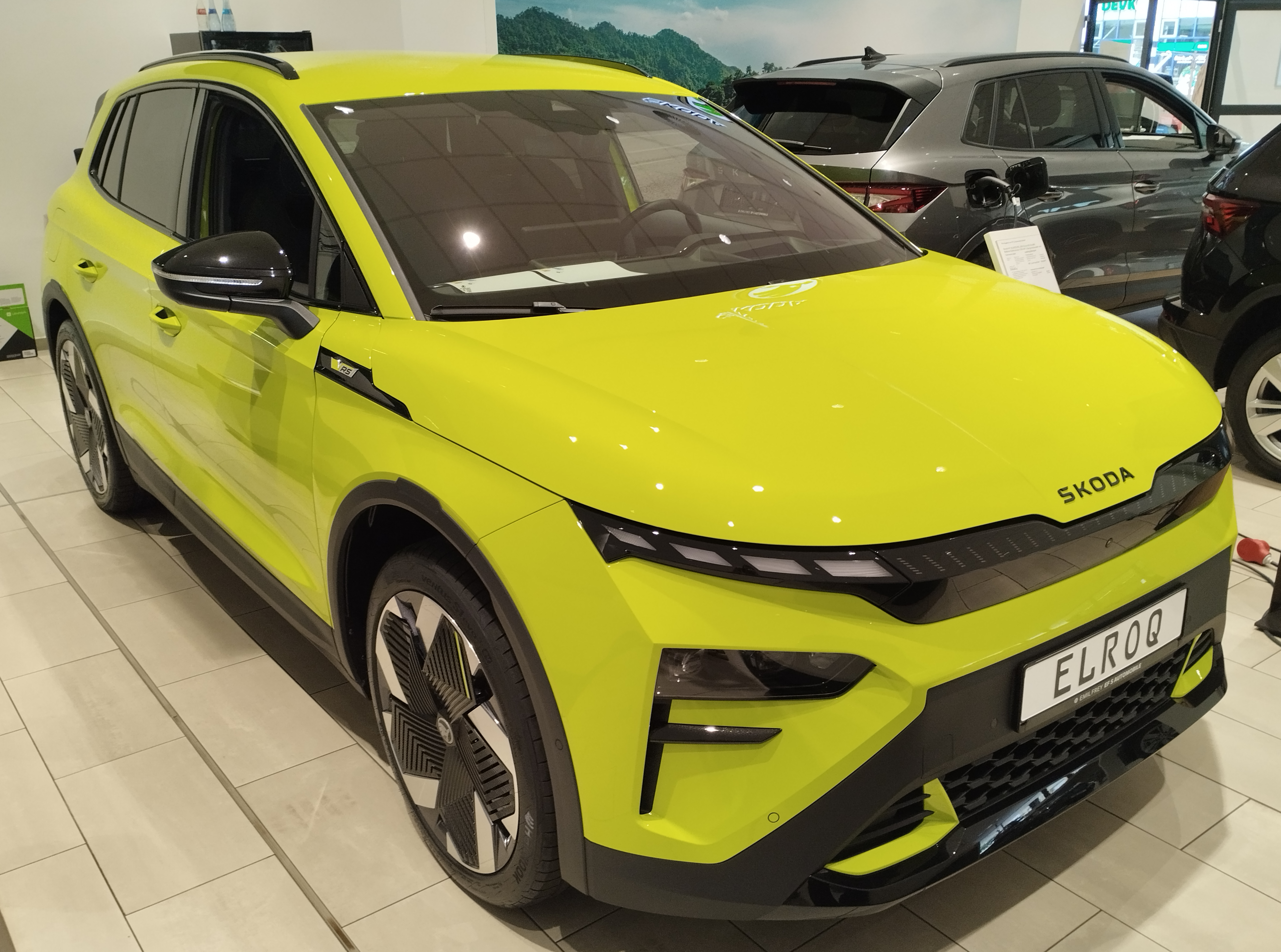
Škoda Elroq RS (seit 2025)
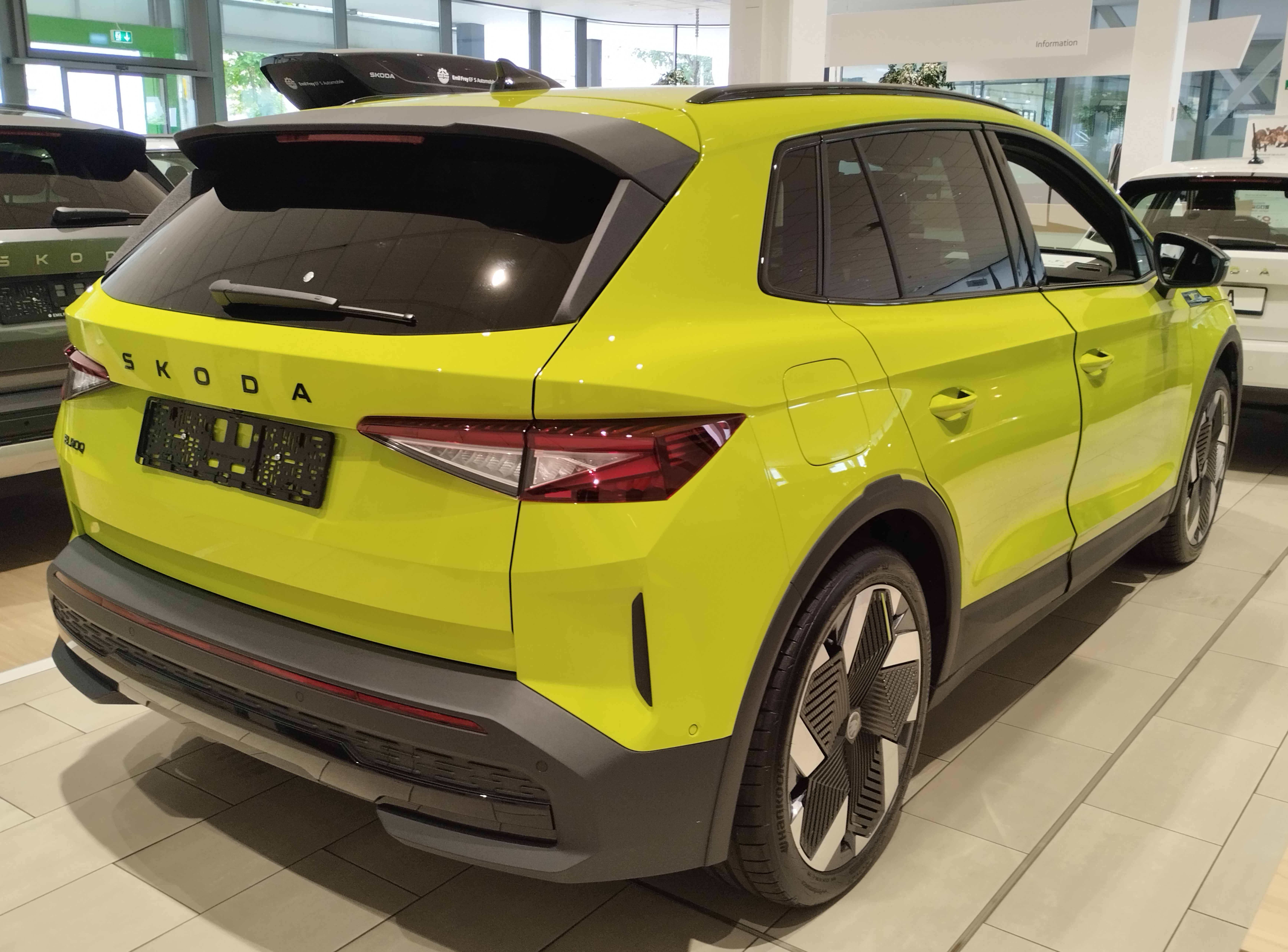
Heckansicht

## Technik

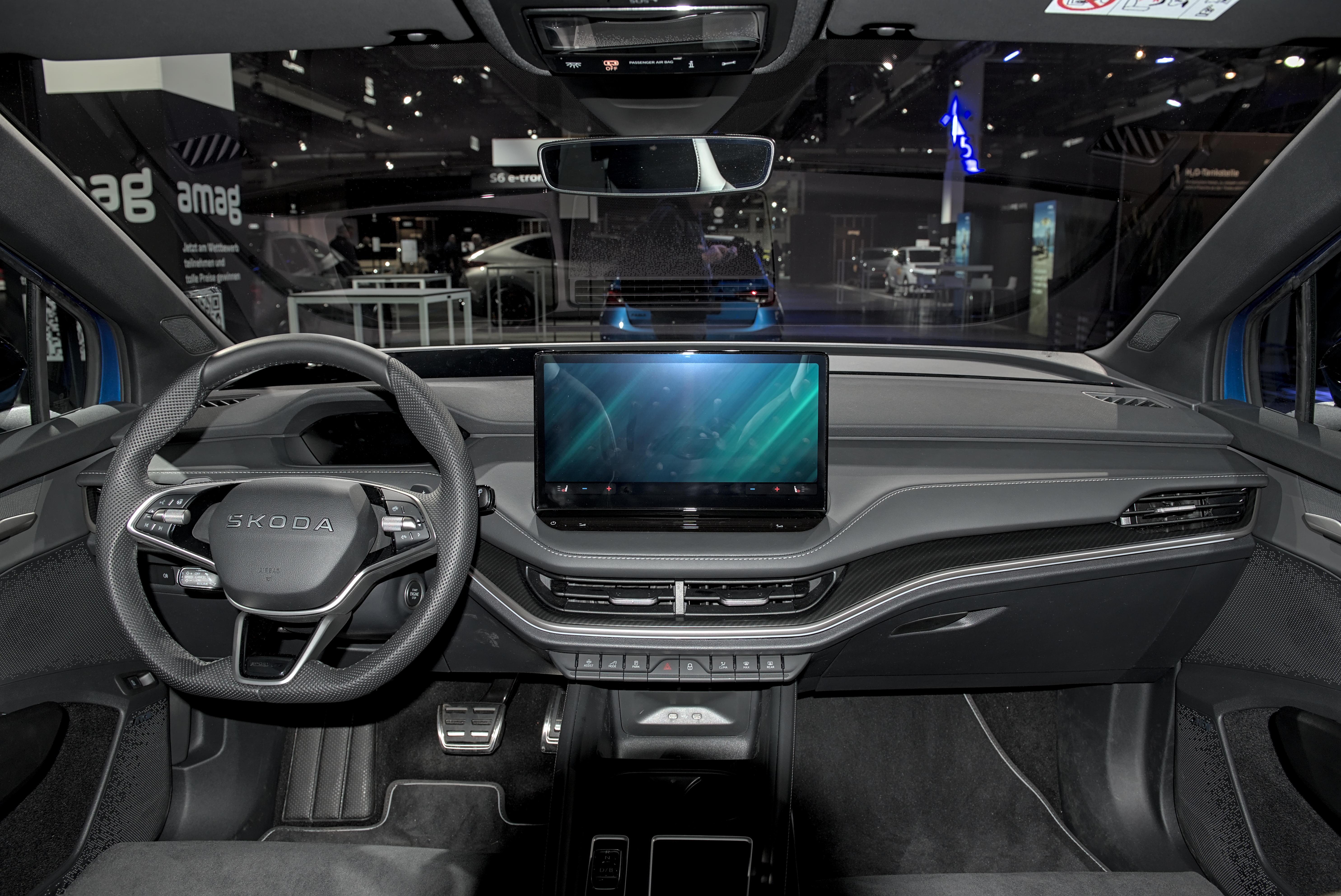
Innenansicht

Das Fahrzeug basiert auf dem Modularen E-Antriebs-Baukasten der Volkswagen AG. Es ist 4,49 Meter lang, 1,88 Meter breit und rund 1,65 Meter hoch und damit ähnlich groß wie der Explorer von Ford, der die gleiche Technik nutzt. Der Kofferraum fasst 470 Liter, nach Umklappen der Rücksitzlehne sind es maximal 1560 Liter. Der Luftwiderstandsbeiwert (cw) des Wagens liegt zwischen 0,26 und 0,28. Für die Front verwendet Škoda ein neues Design (Modern Solid). Dabei verbirgt die obere geschlossene Fläche zwischen den Leuchten Sensoren, beispielsweise für Radar. Im Innenraum werden ein 13-Zoll-Touchscreen sowie ein kleines Instrumentendisplay verbaut. Gegen Aufpreis ist ein Head-up-Display erhältlich.
Es werden fünf Antriebsvarianten angeboten, wobei drei davon Heckantrieb haben. Die durch einen weiteren Motor an der Vorderachse realisierten Allradvarianten folgen etwas später. Es werden Lithium-Ionen-Akkumulatoren eingebaut. Sie haben einen Brutto-Energieinhalt von 55 kWh, 63 kWh, 82 kWh oder 84 kWh. Die maximale Gleichstrom-Ladeleistung liegt je nach Version zwischen 145 und 185 kW. Die Höchstgeschwindigkeit des Elroq wird je nach Antriebsvariante mit 160 km/h oder 180 km/h angegeben.
Vorn hat der Elroq MacPherson-Federbeine, hinten eine Mehrlenkerachse. Beide Achsen haben einen Stabilisator. Gegen Aufpreis ist ein Fahrwerk mit verschiedenen Einstellungen (DCC) erhältlich. Gelenkt wird mit einer elektromechanisch unterstützten Zahnstangenlenkung. Die Bremse arbeitet hydraulisch mit zwei Bremskreisen, vorn mit innenbelüfteten Scheiben, hinten mit Trommeln.

## Technische Daten
|                                             | 50                                      | 60                                      | 85                                      | 85x                                     | RS                                      |
| ------------------------------------------- | --------------------------------------- | --------------------------------------- | --------------------------------------- | --------------------------------------- | --------------------------------------- |
| Bauzeitraum                                 | seit 01/2025                            | seit 01/2025                            | seit 01/2025                            | ab 2025                                 | seit 04/2025                            |
| Antrieb                                     |                                         |                                         |                                         |                                         |                                         |
| Motorbauart, Vorderachse                    | —                                       | —                                       | —                                       | Asynchronmaschine                       | Asynchronmaschine                       |
| Motorbauart, Hinterachse                    | permanentmagneterregte Synchronmaschine | permanentmagneterregte Synchronmaschine | permanentmagneterregte Synchronmaschine | permanentmagneterregte Synchronmaschine | permanentmagneterregte Synchronmaschine |
| Systemleistung                              | 125 kW (170 PS)                         | 150 kW (204 PS)                         | 210 kW (286 PS)                         | 220 kW (299 PS)                         | 250 kW (340 PS)                         |
| Systemdrehmoment                            | 310 Nm                                  | 310 Nm                                  | 545 Nm                                  | 545 Nm                                  | 679 Nm                                  |
| Antriebsart, Serie                          | Hinterradantrieb                        | Hinterradantrieb                        | Hinterradantrieb                        | Allradantrieb                           | Allradantrieb                           |
| Getriebe, Serie                             | 1-Gang-Reduktionsgetriebe               | 1-Gang-Reduktionsgetriebe               | 1-Gang-Reduktionsgetriebe               | 1-Gang-Reduktionsgetriebe               | 1-Gang-Reduktionsgetriebe               |
| Antriebsbatterie                            |                                         |                                         |                                         |                                         |                                         |
| Zellchemie                                  | Lithium-Ionen-Akkumulator               | Lithium-Ionen-Akkumulator               | Lithium-Ionen-Akkumulator               | Lithium-Ionen-Akkumulator               | Lithium-Ionen-Akkumulator               |
| Energieinhalt, brutto                       | 55 kWh                                  | 63 kWh                                  | 82 kWh                                  | 82 kWh                                  | 84 kWh                                  |
| Energieinhalt, netto                        | 52 kWh                                  | 59 kWh                                  | 77 kWh                                  | 77 kWh                                  | 79 kWh                                  |
| Ladeleistung AC                             | 11 kW                                   | 11 kW                                   | 11 kW                                   | 11 kW                                   | 11 kW                                   |
| Ladeleistung DC                             | 145 kW                                  | 165 kW                                  | 175 kW (135 kW)                         | 175 kW (135 kW)                         | 185 kW                                  |
| Messwerte                                   |                                         |                                         |                                         |                                         |                                         |
| Leergewicht mit Fahrer                      | 1949–2089 kg                            | 1978–2115 kg                            | 2119–2256 kg                            |                                         | 2229–2342 kg                            |
| zulässiges Gesamtgewicht                    | 2427 kg                                 | 2457 kg                                 | 2650 kg                                 |                                         | 2736 kg                                 |
| Beschleunigung, 0–100 km/h                  | 9,0 s                                   | 8,0 s                                   | 6,6 s                                   |                                         | 5,4 s                                   |
| Höchstgeschwindigkeit                       | 160 km/h                                | 160 km/h                                | 180 km/h                                | 180 km/h                                | 180 km/h                                |
| Verbrauch auf 100 km nach WLTP (kombiniert) | 15,8–16,3 kWh                           | 15,8–17,3 kWh                           | 15,2–16,6 kWh                           |                                         | 16,4–17,2 kWh                           |
| Reichweite nach WLTP                        | 366–375 km                              | 395–428 km                              | 540–580 km                              | 546 km                                  | 523–546 km                              |

## Zulassungszahlen in Deutschland
Noch vor Marktstart wurden in der Bundesrepublik Deutschland im Jahr 2024 schon 46 Škoda Elroq neu zugelassen.
|  |

|  |

|  |

|  |

|  |

|  |

|  |

|  |

|  |

|  |

|  |

|  |

|  |

|  |

|  |

|  |

|  | Hinterradantrieb |

|  | Hinterradantrieb |